# 올버니 (뉴욕주)
올버니(영어: Albany)는 미국 뉴욕주의 주도이다. 뉴욕, 버펄로, 로체스터, 용커스, 시러큐스에 이어 뉴욕주에서 6번째로 큰 도시이며 2023년도의 인구는 101,228명이다. 올버니군의 군청 소재지이다.
허드슨강 중류 지역에 위치해 있다.

## 역사
1609년에는 네덜란드 동인도회사에 근무하던 영국인 탐험가 헨리 허드슨이, 할버마엔 호로 허드슨강을 탐험하면서 이곳에 도착했다. 네덜란드는 1614년에 원주민들과 피혁을 거래하는 장소로, 포트 나소(Fort Nassau)를 이 땅에 세웠다. 나중에 유럽 각지에서 이민이 도착하면서 1624년에는, 뉴네덜란드 최초의 정착지인 포트 오렌지(Fort Orange)를 건설했다. 1652년에, 네덜란드 서인도회사는 포트 오렌지가 발전되자 이름을 베버빅(Beverwyck)이라고 불렸다.
1664년에 네덜란드령 뉴네덜란드는, 영국으로 넘어갔다. 그리고 뉴네덜란드에서 올버니로 개칭되었다. 이것은, 올버니 공 제임스 스튜어트(나중에 제임스 2세)를 기념해서 지은 것이다. 1686년에는 시의 정책을 세웠다.
1754년 북미 7개 영국령 식민지가, 프렌치-인디언 전쟁에서 대불 공동 방위 조약을 맺기 위해, 올버니 회의가 열렸다. 벤저민 프랭클린이, 식민지 연합 정부 수립(올버니 연합안)을 재안하면서 이것이 채택되었다. 하지만 이 제안은 영국 본국에서도, 각 식민지에서도, 반대해서 발효되지 못했다. 하지만 이 연합안은 나중에 미국 독립전쟁전에 열린 대륙 회의에서 열렸고, 다시 논의되었다. 프렌치-인디언 전쟁 중에는, 올버니에는 영국 식민지 연합군 총사령부가 설치되었다.
1777년에는, 캐나다에서 남하해서 올버니 함락을 목표로 삼은 영국군을, 올버니 북쪽에서 대륙군이 영국군과 싸웠고, 결과적으로 승리했다. 독립한 뒤에, 뉴욕주 주도는 올버니에서 하류에서 80km지점에 위치한 킹스턴에 있었지만, 1797년에 올버니로 옮겼다.
올버니는 1825년 이리 운하의 개통으로 발전의 계기를 마련했다. 이리 운하가 허드슨강의 본류와 만나는 지점에 위치한 올버니는, 주변지역에서 생산된 농산물 및 섬유제품의 수송거점으로 발전했다. 그외에도 인쇄업, 출판업도 발달했다.

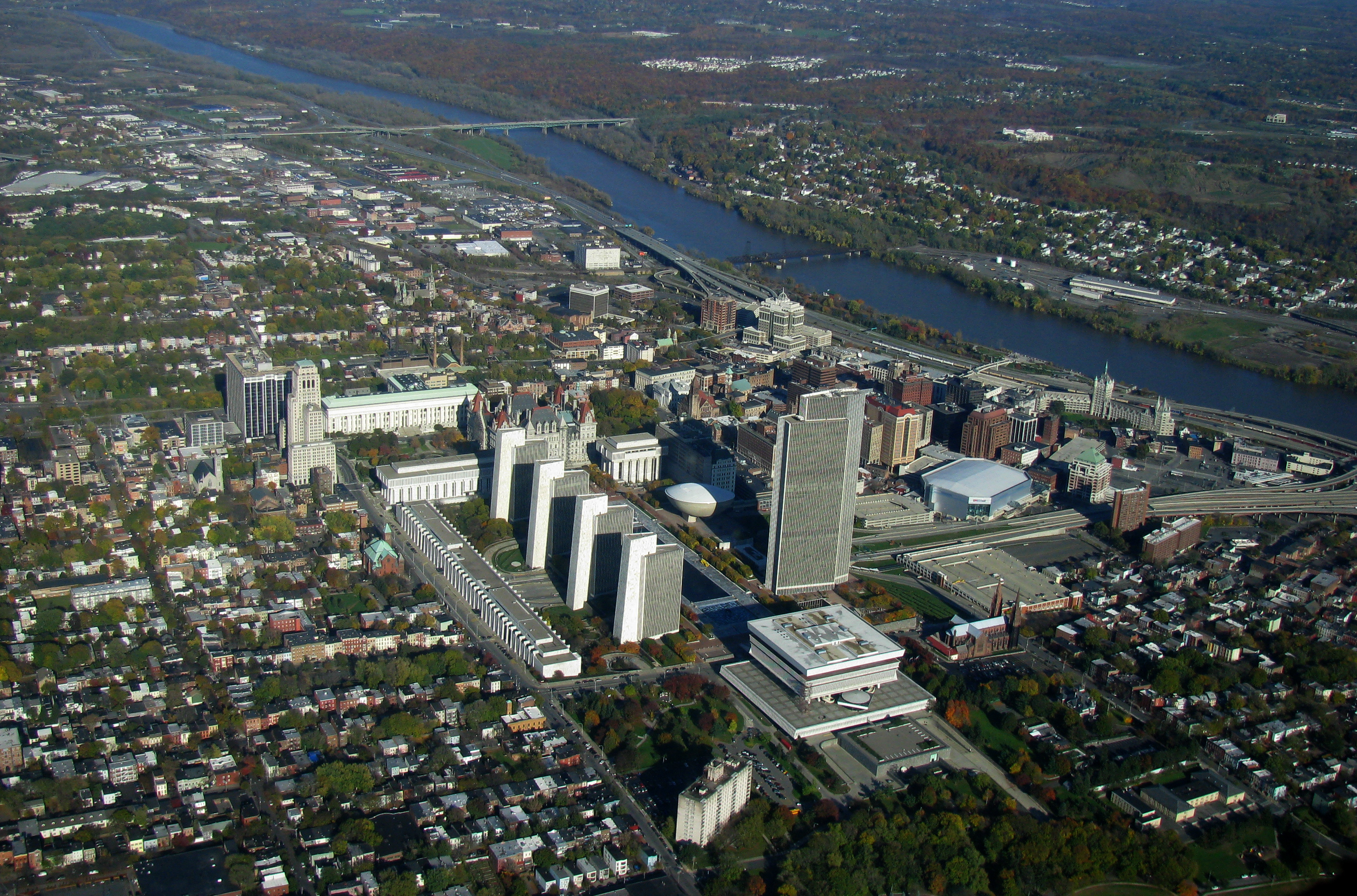
올버니 시 전경

## 지리
올버니는 북위 42도 39분 35초, 서경 73도 46분53초(42.659829, -73.781339)1에 위치해 있다.
미국 통계청에 의하면, 이 도시는 면적이 21.8mi²(56.6km2)이다. 이 중 21.4 mi²(55.4 km2)가 육지로, 0.5 mi²(1.2 km2) 이 물이다. 총 면적의 2.15%가 물로 뒤덮여 있다.
뉴욕 시에서 허드슨강을 따라 북쪽으로 230km에 위치해 있다. 시의 북동쪽으로 20km, 시의 중앙에서 남동쪽으로 흐르는 모호크 강이 허드슨강과 합류해서, 넓은 저지대를 형성한다.
모호크강, 허드슨강은 오대호와 대서양을 연결하는 이리 운하의 일부를 형성하고, 올버니는 이것으로 발전했다.

### 기후
기후는 한여름에도 30°C를 넘는 일이 10일 정도로, 11월에서 3월까지는 최저 기온이 영하를 넘는 일이 가장 많고, 1월에는 -10°C이다.
| 뉴욕주 올버니 (올버니 국제공항)의 기후                                                         | 뉴욕주 올버니 (올버니 국제공항)의 기후 | 뉴욕주 올버니 (올버니 국제공항)의 기후 | 뉴욕주 올버니 (올버니 국제공항)의 기후 | 뉴욕주 올버니 (올버니 국제공항)의 기후 | 뉴욕주 올버니 (올버니 국제공항)의 기후 | 뉴욕주 올버니 (올버니 국제공항)의 기후 | 뉴욕주 올버니 (올버니 국제공항)의 기후 | 뉴욕주 올버니 (올버니 국제공항)의 기후 | 뉴욕주 올버니 (올버니 국제공항)의 기후 | 뉴욕주 올버니 (올버니 국제공항)의 기후 | 뉴욕주 올버니 (올버니 국제공항)의 기후 | 뉴욕주 올버니 (올버니 국제공항)의 기후 | 뉴욕주 올버니 (올버니 국제공항)의 기후 |
| 월                                                                                             | 1월                                    | 2월                                    | 3월                                    | 4월                                    | 5월                                    | 6월                                    | 7월                                    | 8월                                    | 9월                                    | 10월                                   | 11월                                   | 12월                                   | 연간                                   |
| ---------------------------------------------------------------------------------------------- | -------------------------------------- | -------------------------------------- | -------------------------------------- | -------------------------------------- | -------------------------------------- | -------------------------------------- | -------------------------------------- | -------------------------------------- | -------------------------------------- | -------------------------------------- | -------------------------------------- | -------------------------------------- | -------------------------------------- |
| 역대 최고 기온 °C (°F)                                                                         | 22 (71)                                | 23 (74)                                | 32 (89)                                | 34 (93)                                | 36 (97)                                | 38 (100)                               | 40 (104)                               | 39 (102)                               | 38 (100)                               | 33 (91)                                | 28 (82)                                | 22 (72)                                | 40 (104)                               |
| 일평균 최고 기온 °C (°F)                                                                       | 0.4 (32.8)                             | 2.2 (36.0)                             | 7.4 (45.3)                             | 15.1 (59.2)                            | 21.8 (71.2)                            | 26.3 (79.4)                            | 28.8 (83.9)                            | 27.8 (82.0)                            | 23.6 (74.4)                            | 16.4 (61.6)                            | 9.6 (49.3)                             | 3.4 (38.2)                             | 15.2 (59.4)                            |
| 일일 평균 기온 °C (°F)                                                                         | −4.2 (24.4)                            | −2.9 (26.8)                            | 2.1 (35.7)                             | 8.9 (48.1)                             | 15.3 (59.6)                            | 20.2 (68.4)                            | 22.8 (73.1)                            | 21.9 (71.4)                            | 17.5 (63.5)                            | 10.8 (51.4)                            | 4.7 (40.5)                             | −0.9 (30.4)                            | 9.7 (49.4)                             |
| 일평균 최저 기온 °C (°F)                                                                       | −8.9 (15.9)                            | −8.0 (17.6)                            | −3.3 (26.1)                            | 2.7 (36.9)                             | 8.9 (48.1)                             | 14.1 (57.4)                            | 16.9 (62.4)                            | 15.9 (60.7)                            | 11.4 (52.6)                            | 5.1 (41.1)                             | −0.2 (31.6)                            | −5.2 (22.7)                            | 4.1 (39.4)                             |
| 역대 최저 기온 °C (°F)                                                                         | −33 (−28)                              | −30 (−22)                              | −29 (−21)                              | −13 (9)                                | −3 (26)                                | 2 (35)                                 | 4 (40)                                 | 1 (34)                                 | −4 (24)                                | −9 (16)                                | −24 (−11)                              | −30 (−22)                              | −33 (−28)                              |
| 평균 강수량 mm (인치)                                                                          | 66 (2.60)                              | 58 (2.28)                              | 78 (3.09)                              | 79 (3.11)                              | 87 (3.41)                              | 103 (4.05)                             | 116 (4.55)                             | 96 (3.76)                              | 95 (3.73)                              | 98 (3.85)                              | 76 (2.99)                              | 83 (3.26)                              | 1,033 (40.68)                          |
| 평균 강설량 cm (인치)                                                                          | 40 (15.6)                              | 35 (13.7)                              | 30 (12.0)                              | 4.1 (1.6)                              | 0.25 (0.1)                             | 0.0 (0.0)                              | 0.0 (0.0)                              | 0.0 (0.0)                              | 0.0 (0.0)                              | 0.76 (0.3)                             | 6.6 (2.6)                              | 34 (13.3)                              | 150 (59.2)                             |
| 평균 강수일수 (≥ 0.01 인치)                                                                    | 12.7                                   | 10.6                                   | 11.8                                   | 12.2                                   | 12.7                                   | 12.2                                   | 11.4                                   | 11.0                                   | 9.7                                    | 11.2                                   | 11.1                                   | 12.6                                   | 139.2                                  |
| 평균 강설일수 (≥ 0.1 인치)                                                                     | 10.1                                   | 7.8                                    | 5.7                                    | 1.3                                    | 0.0                                    | 0.0                                    | 0.0                                    | 0.0                                    | 0.0                                    | 0.2                                    | 2.4                                    | 7.0                                    | 34.5                                   |
| 평균 상대 습도 (%)                                                                             | 71.1                                   | 68.5                                   | 64.8                                   | 61.2                                   | 65.5                                   | 69.5                                   | 70.5                                   | 74.1                                   | 75.7                                   | 72.4                                   | 73.1                                   | 73.9                                   | 70.0                                   |
| 평균 월간 일조시간                                                                             | 141.1                                  | 158.5                                  | 200.3                                  | 218.9                                  | 248.9                                  | 262.2                                  | 289.2                                  | 253.2                                  | 210.5                                  | 168.8                                  | 100.7                                  | 108.3                                  | 2,360.6                                |
| 가능 일조율                                                                                    | 48                                     | 54                                     | 54                                     | 54                                     | 55                                     | 57                                     | 62                                     | 59                                     | 56                                     | 49                                     | 34                                     | 38                                     | 53                                     |
| 출처: 미국 해양대기청 (평년값: 1991년~2020년, 극값: 1874년~현재, 상대습도/일조: 1961년~1990년) |                                        |                                        |                                        |                                        |                                        |                                        |                                        |                                        |                                        |                                        |                                        |                                        |                                        |

## 인구 통계
| 인구조사                              | 인구    | Note  | %±     |
| ------------------------------------- | ------- | ----- | ------ |
| 1790년                                | 3,498   |       | —      |
| 1800년                                | 5,349   |       | 52.9%  |
| 1810년                                | 10,762  |       | 101.2% |
| 1820년                                | 12,630  |       | 17.4%  |
| 1830년                                | 24,209  |       | 91.7%  |
| 1840년                                | 33,721  |       | 39.3%  |
| 1850년                                | 50,763  |       | 50.5%  |
| 1860년                                | 62,367  |       | 22.9%  |
| 1870년                                | 69,422  |       | 11.3%  |
| 1880년                                | 90,758  |       | 30.7%  |
| 1890년                                | 94,923  |       | 4.6%   |
| 1900년                                | 94,151  |       | −0.8%  |
| 1910년                                | 100,253 |       | 6.5%   |
| 1920년                                | 113,344 |       | 13.1%  |
| 1930년                                | 127,412 |       | 12.4%  |
| 1940년                                | 130,577 |       | 2.5%   |
| 1950년                                | 134,995 |       | 3.4%   |
| 1960년                                | 129,726 |       | −3.9%  |
| 1970년                                | 115,781 |       | −10.7% |
| 1980년                                | 101,727 |       | −12.1% |
| 1990년                                | 101,082 |       | −0.6%  |
| 2000년                                | 95,658  |       | −5.4%  |
| 2010년                                | 97,856  |       | 2.3%   |
| 2019 (추산)                           | 96,460  | [ 4 ] | −1.4%  |
| 출처: 1790–1950, 1960–1980, 1990–2000 |         |       |        |

2000년도 미국 조사2에 따르면, 올버니에는 인구 9만5658명, 40,709 세대, 그리고 18,400의 가구가 거주하고 있다. 인구 밀도는 4,474.6/mi²(1,727.5/km2)이다. 2,118.4/mi²(817.9/km2.)의 평균 밀도로 45,288채의 주택단위가 있다. 올버니의 인종 구성은 백인 63.12%, 흑인 28.14%, 아메리카 원주민 0.31%, 아시아인 3.26%, 태평양 섬 주민 0.04%, 기타 인종 2.15%, 그리고 두개 이상의 인종 출신이 2.98%이다. 인구의 5.59%가 히스패닉 혹은 라티노이다.
이 도시의 주민은 20.0%가 18세 미만의 청소년, 18세 이상 - 24세 이하가 19.3%, 25세 이상 - 44세 이하가 29.2%, 45세 이상 - 64세 이하가 18.1%, 65세 이상이 13.4%이다. 중위연령(연령의 중앙값)은 31세이다. 여성 100명당 남성은 90.6명이다. 18세 이상의 여성 100명당 남성은 86.5명이다.
올버니의 세대당 중위 소득(소득의 중앙값)은 30,041달러이고, 가구당 중위 소득은 39,932달러이다. 남성들의 중위 소득은 31,535달러이고, 여성들의 중위 소득은 27,112달러이다. 올버니의 1인당 소득(per capita income)은 18,281달러이다. 인구의 21.7%와 가구들의 16.0%가 빈곤선아래에 있다. 전체 인구 중에서, 18세 미만인 인구의 28.8%와 65세 이상인 인구의 12.5%가 빈곤선 이하로 살고 있다.

## 교육
올버니의 종합 대학교로는, 뉴욕 주립 대학교 올버니, 세인트 로즈 대학교, 엑셀셔 대학교가 있고, 리버럴 아츠 칼리지로  시에나 칼리지, 단과 대학교로 올버니 의과대학, 올버니 로스쿨, 올버니 약학·건강과학 칼리지 등이 있다.
올버니 공립도서관 시스템은 워싱턴 애비뉴에 위치한 1개의 본관, 그리고 애버힐/웨스트힐, 바흐, 델라웨어, 하우, 노스 올버니, 파인 힐즈에 위치한 6개의 분관으로 이루어져 있다. 모든 관할 도서관 지점들은 어퍼 허드슨 도서관 시스템에 소속되어 있다.

## 의료
대학 연계 병원으로는 올버니 의과대학이 소속된 올버니 의료센터 병원, 종합 병원으로 세인트피터스 병원, 올버니 기념병원, 올버니 스트래튼 VA 의료센터 (Albany Stratton VA Medical Center), 아동 병원으로 올버니 의료센터 병원 산하의 버나드 & 밀리 듀커 아동병원 (Bernard & Millie Duker Children's Hospital), 세인트캐서린 아동센터, 세인트피터스 아동건강센터, 세인트주드 아동연구병원 (St. Jude Children's Research Hospital) 등이 있다.

## 종교
동방 정교회, 로마 가톨릭교회, 개신교, 유대교 신앙 공동체 등이 정립되어 있다. 미국 개혁교회의 첫 개혁 교회가 1642년 올버니에서 시작된 바 있다.

## 교통
- 올버니 국제공항
- 뉴욕 스테이트 스루웨이
- 올버니-렌셀러 역

## 출신 인물
- 레슬리 그로브스 (1896 - 1970) : 미국의 육군 군인. 제2차 세계대전 당시 맨해튼 계획을 총괄한 미국 육군 공병대 소속의 장교.
- 리언 러셀 (1942 - 2016) : 미국의 싱어송라이터, 세션 연주자. 로큰롤 명예의 전당 및 작곡가 명예의 전당 헌액자.
- 필립 스카일러 (1733 - 1804) : 미국 독립 전쟁에서 대륙군의 장군, 뉴욕주 상원의원, 미국 상원 의원.
- 키어스틴 질리브랜드 (1966 -) : 미국 연방 상원의원
- 로스코 콩클링 (1829 - 1888) : 미국의 정치인. 공화당 소속 미국 상원의원.
- 로버트 프라인 (1815 - 1882) : 미국의 법률가, 군인, 외교관(주일 미국 공사), 정치인.
- 클라라 해리스 (1834 - 1883) : 미국의 배우. 미국의 사교계 인물. 링컨 대통령 암살 사건 당시 대통령석에 동석한 4명의 인물 중 한 명.
- 러니드 핸드 (1872 – 1961) : 미국의 판사이며 법 철학자. 남부 뉴욕 지구의 지방 법원 판사, 미국 항소법원 판사.
- 조지프 헨리 (1797 - 1878) : 물리학자. 1830년에 전자 유도와 전류의 자기 유도 현상을 발견.
- 김디에나 (1987 - ) : 대한민국의 모델이자 가수.

## 자매 도시
올버니 시는 공식적으로 5개 도시 사이의 자매도시 결연을 맺고 있고, 이외 2개 도시와 추가적인 자매도시 관계이다.
- 바하마 나소
- 네덜란드 네이메헌
- 캐나다 퀘벡
- 러시아 툴라
- 이탈리아 베로나

추가 자매도시
- 벨기에 헨트
- 스페인 에스트레마두라
- 조선민주주의인민공화국 청양군
- 대한민국 청양군